# Ogasawara
Ogasawara (小笠原村, Ogasawara-mura) és un poble i municipi de la subprefectura d'Ogasawara, a Tòquio, Japó. El municipi d'Ogasawara és el punt més meridional i oriental del Japó. Les illes que componen el municipi van restar sota control dels Estats Units d'Amèrica des de l'any 1952 al 1968

## Geografia
El municipi d'Ogasawara compren el territori de les illes Bonin, les illes Volcano, l'illa d'Okinotori i l'illa de Minami tori. El conjunt d'illes més meridionals són les Volcano, inhabitades, 700 quilòmetres al sud de l'illa d'Okinotori i 1.900 quilòmetres a l'est de l'illa de Minami tori.

## Història
L'any 1940 es creen cinc municipis a les illes on actualment existeix el poble d'Ogasawara: dos a l'illa de Chichi (Ōmura) i (Ōgimura-Fukurosawa), dos a l'illa de Haha (Kitamura i Okimura) i un a l'illa d'Iwo (Iōtō), aquest darrer inclou part de les illes Vulcano. Des de 1926, el govern de la zona depèn de la subprefectura d'Ogasawara, qui alhora té delegat el poder del Govern Metropolità de Tòquio.

## Demografia
| 1920  | 1930  | 1940  | 1950  | 1960 | 1970 | 1980  |
| ----- | ----- | ----- | ----- | ---- | ---- | ----- |
| 5.425 | 5.742 | 7.258 | ND    | ND   | 782  | 1.879 |
| 1990  | 2000  | 2010  | 2020  | 2030 | 2040 | 2050  |
| 2.361 | 2.824 | 2.783 | 3.030 | -    | -    | -     |

## Transport

### Aire
A l'illa de Haha (Hahajima) i l'illa de Chichi (Chichijima) existeixen dos aeròdroms respectivament.

### Mar
Existeixen diversos ports a les illes principals com Chichijima i Hahajima.

### Carretera
- Metropolitana 240 - Metropolitana 241